# 347

347(삼백사십칠)은 346보다 크고 348보다 작은 자연수다.

## 수학
- 69번째 소수(素數)다. 앞의 소수는 337, 다음 소수는 쌍둥이 소수인 349다.
  - 13번째 안전 소수(↔ 173)다. 앞의 안전 소수는 263, 다음은 359다.
- {\displaystyle 347=3^{2}+7^{2}+17^{2}}
  - 서로 다른 세 소수의 제곱합으로 나타낼 수 있는 4번째 소수다. 이 성질을 지닌 앞의 수는 227, 다음 수는 419다. (OEIS의 수열 A182479)

## 과학
- NGC 347(영어판): 고래자리 방향에 있는 나선은하.

## 교통

### 철도
- 수도권 전철 3호선 대청역의 역번호.

### 도로
- 일본 347번 국도(일본어판): 야마가타현 사가에시에서 미야기현 오사키시까지 이어지는 일본의 국도.
- 현도 제347호선

## 군사
- U-347(영어판): 제2차 세계 대전에 사용된 나치 독일의 군용 잠수함.

## 문화유산
- 대한민국의 보물 제347호: 분청사기 상감어문 매병
- 대한민국의 사적 제347호: 익산 입점리 고분

## 방송
- KT HCN의 TBS TV 채널 번호.

## 기타
- 연도: 347년, 기원전 347년